# ساهرة (اسم)
ساهرة هو اسم علم مؤنث من أصل عربي، ومعناه هو التي تعرض الأمر من غير تصريح.

## شخصيات تحمل الاسم
- ساهرة (5 يونيو 1957 – )

## وصلات خارجية
- موسوعة السلطان قابوس لأسماء العرب نسخة محفوظة 5 أبريل 2019 على موقع واي باك مشين.